# Genre (biologie)
Pour les articles homonymes, voir genre.
En systématique, le genre est un Rang taxonomique (ou taxinomique) qui regroupe un ensemble d'espèces ayant en commun plusieurs caractères similaires. Dans la nomenclature binomiale, le nom de genre constitue la première partie du nom binomial d'une espèce pour chacune des espèces au sein d'un même genre. 

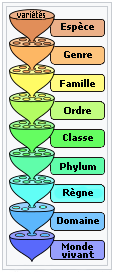
Principaux rangs taxonomiques.

## Présentation
C'est une notion abstraite qui était présente dans le vocabulaire courant bien avant que ce concept moderne soit introduit par le botaniste Tournefort et adopté dans la terminologie scientifique des naturalistes. Ainsi, en botanique, on distingue, depuis la plus haute Antiquité, le chêne rouvre, le chêne vert, le chêne-liège, le chêne kermès, tout en les reconnaissant tous, de manière évidente, comme des chênes. La plupart du temps, le genre est d'ailleurs conservé dans la classification phylogénétique dans un souci pratique.
Toute espèce vivante ou ayant vécu (animal, plante, champignon, bactérie…) est rattachée à un genre, selon la nomenclature binominale introduite par Carl von Linné. Un nom de genre est un nom latin (ou latinisé) au nominatif singulier (ou traité comme tel). Son origine peut être quelconque (patronyme, toponyme, prénom, etc.).
La première lettre du nom de genre est toujours une majuscule. Il doit être écrit en alphabet latin (accents et diacritiques sont exclus, mais on trouve encore des ligatures latines comme æ, œ dans les ouvrages antérieurs à 1993. Depuis 1993, l'article 60.6 du code international de nomenclature botanique (version dite de Tokyo) impose désormais ce qui suit : « […] les ligatures -æ-, -œ- pour indiquer que ces lettres doivent être prononcées ensemble sont à remplacer par des lettres séparées -ae- et -oe-. » La raison invoquée, essentiellement pratique, est de faciliter le tri informatique des taxons.
Chaque espèce peut à son tour contenir plusieurs sous-espèces, variétés ou formes.
Par exemple, le manchot empereur (nom latin : Aptenodytes forsteri) et le manchot royal (Aptenodytes patagonica) appartiennent tous deux au genre Aptenodytes, de la famille des manchots.

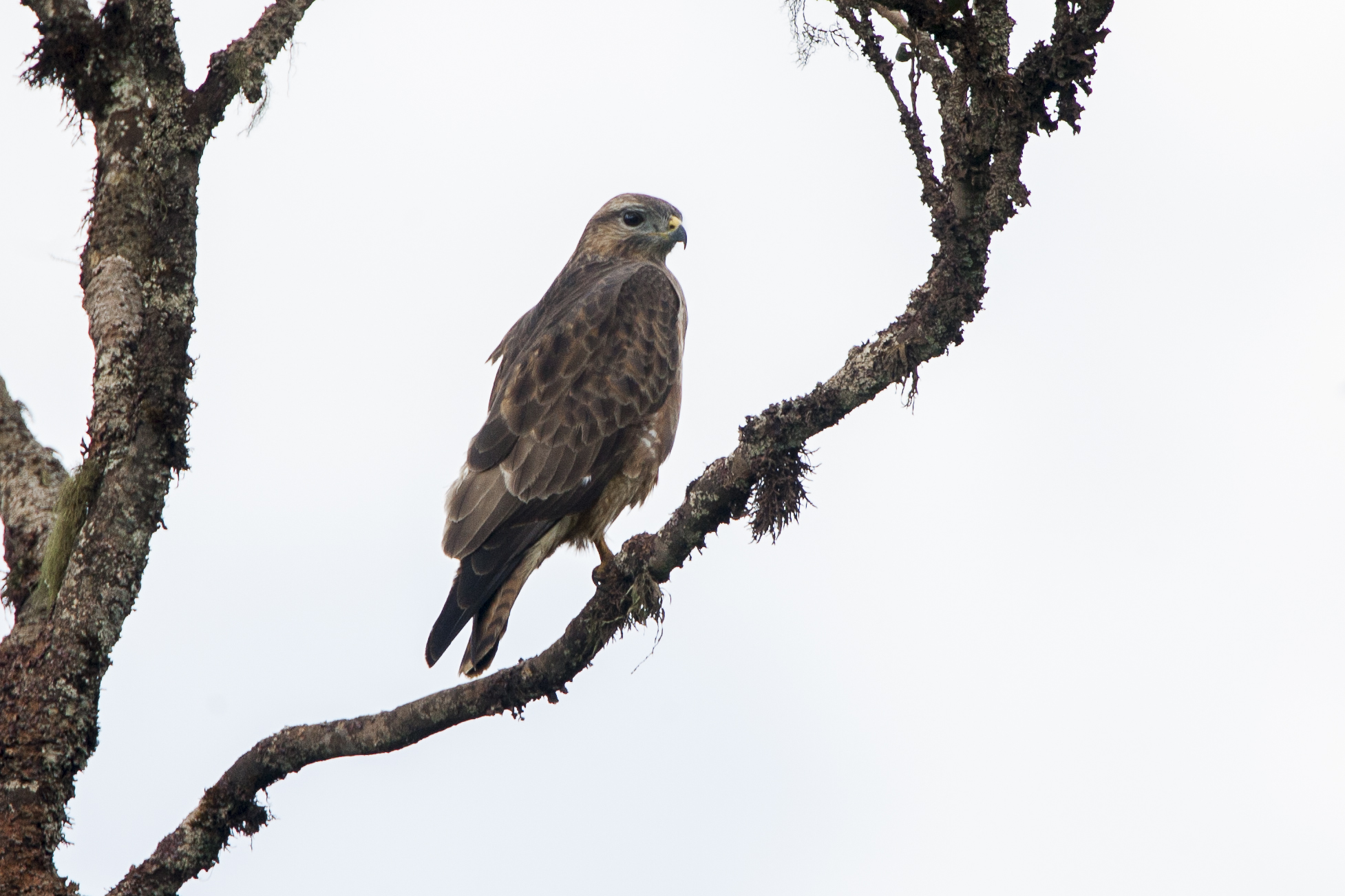
La buse montagnarde appartient au genre Buteo. Son nom d'espèce complet est Buteo oreophilus.

Certaines disciplines, comme la mycologie ou l'entomologie, admettent un découpage encore plus fin, en sous-genres, sections, sous-sections. Enfin, au plus bas niveau supra-spécifique, on rencontre parfois dans les flores, le regroupement d'espèces en stirpes.
Un genre est dit monotypique s'il ne comprend qu'une espèce, comme le genre de poissons Sinigarra ou le genre d'arbres Ginkgo.
Le genre humain est appelé Homo.

### Changement de nom de genre
Au cours de l’histoire scientifique, le nom de genre attribué est souvent modifié. Le cas le plus fréquent est la séparation d’un genre initial en deux ou plusieurs autres genres distincts, en raison de distance d'une espèce à une autre jugée plus importante. Mais l'inverse, c'est-à-dire la réunion en un seul genre d'espèces de genres auparavant considérés comme distincts existe aussi.
On peut en donner un exemple en ornithologie : dans son Systema naturae de 1758, Linné comprenait alors tous les rapaces diurnes européens connus (à l’exception des vautours) dans le genre Falco : non seulement les faucons, qui y sont encore, mais aussi bien par exemple les aigles que les buses ou les éperviers. Ainsi, l’épervier d’Europe était nommé par Linné Falco nisus, la buse variable Falco buteo et l’aigle royal Falco chrysaetos. Plusieurs naturalistes successifs le séparent ensuite en genres nouveaux : Brisson, crée d’abord en 1760 les genres Aquila pour les aigles, et Accipiter pour les éperviers et autours ; puis en 1799 Lacépède crée les genres Circus pour les busards, Milvus pour les milans, et Buteo pour les buses. En 1809, Savigny crée les genres Haliaeetus pour le pygargue, Pandion pour le balbuzard et Elanus pour l’élanion, décrit en 1789 par Desfontaines dans le genre Falco de Linné. En 1816, Cuvier crée le genre Pernis pour la bondrée, et Vieillot le genre Circaetus pour le Circaète, décrit également dans le genre Falco par Gmelin en 1788. En 1844, Kaup crée le genre Hieraaetus pour les petits aigles comme l’aigle de Bonelli et l’aigle botté. En 2014, à la suite d'études ADN, le premier est toutefois rapatrié dans le genre Aquila[réf. souhaitée], où il avait été décrit initialement. Falco reste donc dès 1809 le genre des seuls faucons, les autres espèces qu’il comprenait étant réparties dans 11 autres genres.
Dans ces cas de changement de genre, on garde le nom d’espèce (épithète) de la première description, avec le nom du genre retenu ultérieurement. Le premier nom est appelé protonyme (dénomination zoologique) ou basionyme (dénomination botanique).

## Autres rangs taxonomiques
Les rangs taxonomiques utilisés en systématique linnéenne pour indiquer la hiérarchie entre les taxons nommés dans la classification du monde vivant sont les suivants (par ordre décroissant) :
- Super-règne, Empire, Domaine (Superregnum, Imperium, Dominium)
- Règne (Regnum)
- Sous-règne (Subregnum)
- Rameau (Ramus, « branch » en anglais)
- Infra-règne (Infraregnum)
  - Super-embranchement, Super-division (Superphylum, Superdivisio)
  - Embranchement, Division (Phylum, Divisio)[3]
  - Sous-embranchement, Sous-division (Subphylum, Subdivisio)
  - Infra-embranchement (Infraphylum)
  - Micro-embranchement (Microphylum)
    - Super-classe (Superclassis)
    - Classe (Classis)
    - Sous-classe (Subclassis)
    - Infra-classe (Infraclassis)
      - Super-ordre (Superordo)
      - Ordre (Ordo)
      - Sous-ordre (Subordo)
      - Infra-ordre (Infraordo)
      - Micro-ordre (Microordo)
        - Super-famille (Superfamilia)
        - Famille (Familia)
        - Sous-famille (Subfamilia)
        - Super-tribu (Supertribus)
        - Tribu (Tribus)
        - Sous-tribu (Subtribus)
          - Genre (Genus)
          - Sous-genre (Subgenus)
          - Section (Sectio)
          - Sous-section (Subsectio)
            - Espèce (Species)
            - Sous-espèce (subspecies) – dernier rang zoologique officiel[4]
            - Variété (varietas) – race étant un rang zoologique informel[4]
            - Sous-variété (subvarietas) – sous-race étant un rang zoologique informel[4]
            - Forme (forma) dernier rang en mycologie – forme étant un rang zoologique informel
            - Sous-forme (subforma)